# 慈安里大楼
慈安里大楼，又名哈同大樓、福利大樓，是上海市的一座歷史建築，位於南京东路98至114号。這座建築修建於1906年，設計者是英國愛爾德公司，外觀是法國文藝復興式風格。慈安里大楼最初是百貨店福利公司的建築。1955年後，福利百貨停業，這座建築的上層部分被改建為民宅。1997年，慈安里大樓被列入上海市第三批優秀歷史建築名單。